# Pranzo (Tenno)
Pranzo è una frazione del comune di Tenno in provincia autonoma di Trento.

## Storia
Pranzo è stato un comune italiano istituito nel 1920 in seguito all'annessione della Venezia Tridentina al Regno d'Italia. Nel 1929 è stato aggregato al comune di Tenno.

## Monumenti e luoghi di interesse

### Architetture religiose
- Chiesa di San Leonardo